# Rajon Kropywnyzkyj
Der Rajon Kropywnyzkyj (ukrainisch Кропивницький район/Kropywnyzkyj rajon; russisch Кропивницкий район/Kropiwnizki rajon) ist ein Rajon der Oblast Kirowohrad in der Zentral-Ukraine, der Verwaltungssitz befindet sich in der Stadt Kropywnyzkyj.

## Geographie
Der Rajon liegt im Zentrum der Oblast Kirowohrad und grenzt im Norden an den Rajon Tscherkassy (in der Oblast Tscherkassy gelegen), im Osten an den Rajon Oleksandrija, im Südosten an den Rajon Krywyj Rih (in der Oblast Dnipropetrowsk gelegen), im Süden an den Rajon Baschtanka (in der Oblast Mykolajiw gelegen), im Südwesten an den Rajon Wosnessensk (Oblast Mykolajiw) sowie im Westen an den Rajon Nowoukrajinka.
Bis Juli 2020 grenzte er im Norden an den Rajon Oleksandriwka, im Nordosten an den Rajon Snamjanka, im Südosten an den Rajon Nowhorodka, im Süden an den Rajon Kompanijiwka, im Südwesten an den Rajon Nowoukrajinka, im Westen an den Rajon Mala Wyska sowie im Nordwesten an den Rajon Nowomyrhorod.

Flagge des Rajons

Durch den Rajon fließt in südliche Richtung der Inhul mit seinen Zuflüssen Adschamka (Аджамка) und Suhoklija (Сугоклія), dabei ergeben sich Höhenlagen zwischen 120 und 230 Metern.

## Geschichte
Der Rajon wurde am 7. März 1923 gegründet und trug seit 1939 den Namen Rajon Kirowohrad (Кіровоградський район/Kirowohradskyj rajon), seit 1991 ist er Teil der heutigen Ukraine.
Seit dem 20. November 2018 trägt er im Rahmen der Dekommunisierung der Ukraine analog zur Stadt den Namen Rajon Kropywnyzkyj.
Am 17. Juli 2020 kam es im Zuge einer großen Rajonsreform zur Auflösung des alten Rajons und einer Neugründung unter Vergrößerung des Rajonsgebietes um die Rajone Bobrynez, Dolynska, Kompanijiwka, Nowhorodka, Oleksandriwka, Snamjanka und Ustyniwka sowie der bis dahin unter Oblastverwaltung stehenden Städte Kropywnyzkyj und Snamjanka.

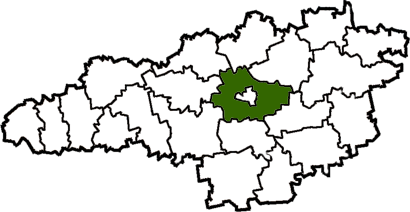
Rajon Kropywnyzkyj bis Juli 2020
Rajonsgebiet ab Juli 2020

## Administrative Gliederung
Auf kommunaler Ebene ist der Rajon in 17 Hromadas (4 Stadtgemeinden, 4 Siedlungsgemeinden und 9 Landgemeinden) unterteilt, denen jeweils einzelne Ortschaften untergeordnet sind.
Zum Verwaltungsgebiet gehören:
- 4 Städte
- 9 Siedlungen städtischen Typs
- 400 Dörfer
- 5 Ansiedlung

Die Hromadas sind im Einzelnen:
- Stadtgemeinde Kropywnyzkyj
- Stadtgemeinde Bobrynez
- Stadtgemeinde Dolynska
- Stadtgemeinde Snamjanka
- Siedlungsgemeinde Kompanijiwka
- Siedlungsgemeinde Nowhorodka
- Siedlungsgemeinde Oleksandriwka
- Siedlungsgemeinde Ustyniwka
- Landgemeinde Adschamka
- Landgemeinde Dmytriwka
- Landgemeinde Huriwka
- Landgemeinde Kateryniwka
- Landgemeinde Ketryssaniwka
- Landgemeinde Perwoswaniwka
- Landgemeinde Sokoliwske
- Landgemeinde Subotzi
- Landgemeinde Welyka Sewerynka

Bis Juli 2020 war er auf kommunaler Ebene administrativ in 30 Landratsgemeinden unterteilt, denen jeweils einzelne Ortschaften untergeordnet waren.
Zum Verwaltungsgebiet gehörten:
- 74 Dörfer
- 1 Siedlung

### Dörfer und Siedlungen
| Dörfer                   | Dörfer            | Dörfer                                 | Dörfer            |
| Name                     | Name              | Name                                   | Gemeindezuordnung |
| ukrainisch transkribiert | ukrainisch        | russisch                               | Gemeindezuordnung |
| ------------------------ | ----------------- | -------------------------------------- | ----------------- |
| Adschamka                | Аджамка           | Аджамка                                | Adschamka         |
| Darjiwka                 | Дар'ївка          | Дарьевка (Darjewka)                    | Karliwka          |
| Hannynske                | Ганнинське        | Аннинское (Anninskoje)                 | Karliwka          |
| Hryhoriwka               | Григорівка        | Григоровка (Grigorowka)                | Adschamka         |
| Karliwka                 | Карлівка          | Карловка (Karlowka)                    | Karliwka          |
| Korljuhiwka              | Корлюгівка        | Корлюговка (Korljugowka)               | Mykolajiwka       |
| Lypowe                   | Липове            | Липовое (Lipowoje)                     | Sokoliwske        |
| Mykolajiwka              | Миколаївка        | Николаевка (Nikolajewka)               | Mykolajiwka       |
| Nowa Pawliwka            | Нова Павлівка     | Новая Павловка (Nowaja Pawlowka)       | Sokoliwske        |
| Nowopetriwka             | Новопетрівка      | Новопетровка (Nowopetrowka)            | Sokoliwske        |
| Oleno-Kossohoriwka       | Олено-Косогорівка | Олено-Косогоровка (Oleno-Kossogorowka) | Mykolajiwka       |
| Pawlo-Mykolajiwka        | Павло-Миколаївка  | Павло-Николаевка (Pawlo-Nikolajewka)   | Adschamka         |
| Prywillja                | Привілля          | Приволье (Priwolje)                    | Adschamka         |
| Schewtschenkowe          | Шевченкове        | Шевченково (Schewtschenkowo)           | Mykolajiwka       |
| Sokoliwske               | Соколівське       | Соколовское (Sokolowskoje)             | Sokoliwske        |
| Tschernjachiwka          | Черняхівка        | Черняховка (Tschernjachowka)           | Sokoliwske        |
| Ukrajinka                | Українка          | Украинка (Ukrainka)                    | Mykolajiwka       |
| Siedlungen               |                   |                                        |                   |
| Schostakiwka             | Шостаківка        | Шестаковка (Schestakowka)              | Mykolajiwka       |